# Kotisaari (ö i Norra Österbotten, Koillismaa, lat 66,32, long 29,19)
Kotisaari är en ö i Finland. Den ligger i sjön Kallunkijärvi och i kommunen Kuusamo i den ekonomiska regionen  Koillismaa ekonomiska region  och landskapet Norra Österbotten, i den nordöstra delen av landet, 700 km norr om huvudstaden Helsingfors. Öns area är 1,3 hektar och dess största längd är 170 meter i öst-västlig riktning.